# Anna de Geus
Pour les articles homonymes, voir de Geus.
Anna de Geus née le 24 mai 1999, est une joueuse néerlandaise de hockey sur gazon. Elle évolue au SCHC et avec l'équipe nationale néerlandaise.

## Biographie
Anna est la sœur de Jonas de Geus, également international néerlandais.

## Carrière
- Elle a été appelée en équipe première en 2020 pour concourir aux Ligues professionnelles 2020-2021 et 2021-2022 sans jouer le moindre match[1].

## Palmarès
- : 2e à l'Euro U21 2019.
- : 1re à la Ligue professionnelle 2020-2021.
- : 2e à la Ligue professionnelle 2021-2022.